# Вазаб
Вазаб (Вазеб, Вазабе) (*д/н — 560) — цар Аксуму в 550—560 роках. Відомий як Арфед. Тронне ім'я Ела-Габаз.

## Життєпис
Син царя Калеба. В життєписі Абби Лібана, апостола Еритреї, названий За Габаз. Успадкував трон близько 550 року після смерті старшого брата Ели-Узени. Є окремі згадки на монетах та написах.
Приділяв велику увагу розбудові церков і соборів, поширенню християнства до сусідніх держав. За його час перебудували собор Св. Марії Сіонської а Аксумі. Помер близько 560 року. Йому спадкував син Іоел.